# Ormsjön (Skedevi socken, Östergötland)
Ormsjön är en sjö i Finspångs kommun i Östergötland och ingår i Nyköpingsåns huvudavrinningsområde.